# Ivan Alekseevič Susloparov
Ivan Alekseevič Susloparov, in russo Иван Алексеевич Суслопаров? (Krutikhintsy, 19 ottobre 1897 – Mosca, 16 dicembre 1974), è stato un generale sovietico.

## Biografia
Susloparov era un generale sovietico di artiglieria, che partecipò, il 7 maggio 1945, alla cerimonia della firma della resa a Reims della Germania nazista.